# 성하 (호칭)
성하(聖下, 라틴어: Beatissimus Pater)는 몇몇 종교 집단의 지도자, 왕을 부를 때 사용하는 정식 칭호이다. 가톨릭교회에서의  교황과 동방 정교회에서의 총대주교를 높이어 일컫는 말로 이 칭호를 사용한다.
이 칭호는 또한 콘스탄티노폴리스 총대주교를 비롯한 동방 정교회의 총대주교나 티베트 불교의 달라이 라마에 대한 경칭으로도 사용한다.

## 사용
가톨릭교회에서 성하라는 존칭은 라틴어 ‘Sanctitas’에서 유래한 것이다. 이 존칭은 원래 모든 주교에게 사용하였지만, 7세기부터 오직 교황과 총대주교 그리고 일부 세속 지도자들에게 사용하였으며, 14세기부터는 오직 교황만이 사용할 수 있도록 제한되었다.

## 같이 보기
- 높임말